# Luwungragi
Luwungragi is een bestuurslaag in het regentschap Brebes van de provincie Midden-Java, Indonesië. Luwungragi telt 10.707 inwoners (volkstelling 2010).